# Om

Om-Zeichen in der Devanagari-Schrift

Om (auch Aum; Sanskrit: ॐ [oːm]) ist eine Silbe, die bei Hindus, Jainas und Buddhisten als heilig gilt. Der Laut ist eng verbunden mit dem durchdringenden tiefen Klang des shankha (ein Schneckenhorn). Vielen Mantren, die aus mehreren Wörtern bestehen, wird die Silbe Om vorangestellt, beispielsweise dem buddhistischen Mantra Om mani padme hum.

## Klang
Der Klang steht für den transzendenten Urklang, aus dessen Vibrationen nach hinduistischem Verständnis das gesamte Universum entstand. Es bezeichnet die höchste Gottesvorstellung, das formlose Brahman, die unpersönliche Weltseele. Diese umfasst das Reich der sichtbaren Erscheinungen und das Reich des Transzendenten.
Om ist das umfassendste und erhabenste Symbol der hinduistischen Metaphysik und wurde zum ersten Mal in den Upanishaden verwendet. Später wurde Om als die Verbindung der drei Klänge a, u und m zum Objekt mystischer Meditation. Unter anderem symbolisiert es die Triade von Vishnu, Shiva und Brahma. Es korrespondiert mit den Zuständen des Wachens, des Träumens und des Tiefschlafs. In allen hinduistischen Religionen gilt es als das heiligste aller Mantren.

## Gegenwart des Absoluten
Om spielt auch im Buddhismus, vor allem im Vajrayana, als mantrische Silbe eine große Rolle.
Om ist sowohl ein Symbol der Form als auch des Klanges und bezeichnet die Gegenwart des Absoluten.
Die heilige Silbe ist Gegenstand sehr vieler philosophischer Spekulationen der verschiedenen Glaubensströmungen.

## Om-Zeichen
In vielen indischen Schriften wird die Silbe Om durch ein spezielles Zeichen dargestellt. Das Om-Zeichen in der Devanagari-Schrift (ॐ) wird oft als Symbol des Hinduismus wahrgenommen, es belegt im Zeichencodierungsstandard Unicode den Code U+0950. Eine weitere Devanagari-unabhängige Version existiert im Unicodeblock Verschiedene piktografische Symbole als Code U+1F549 (🕉️). Im Westen dient das Om-Zeichen oft auch rein dekorativen oder modischen Zwecken.
Ein spezielles Zeichen für die Silbe Om existiert u. a. auch in der bengalischen (ওঁ) und tamilischen Schrift (ௐ). In anderen indischen Schriften wird die Silbe dagegen ganz normal als Abfolge von o und m geschrieben (z. B. Kannada ಓಂ).